# Alfonso de Galarreta

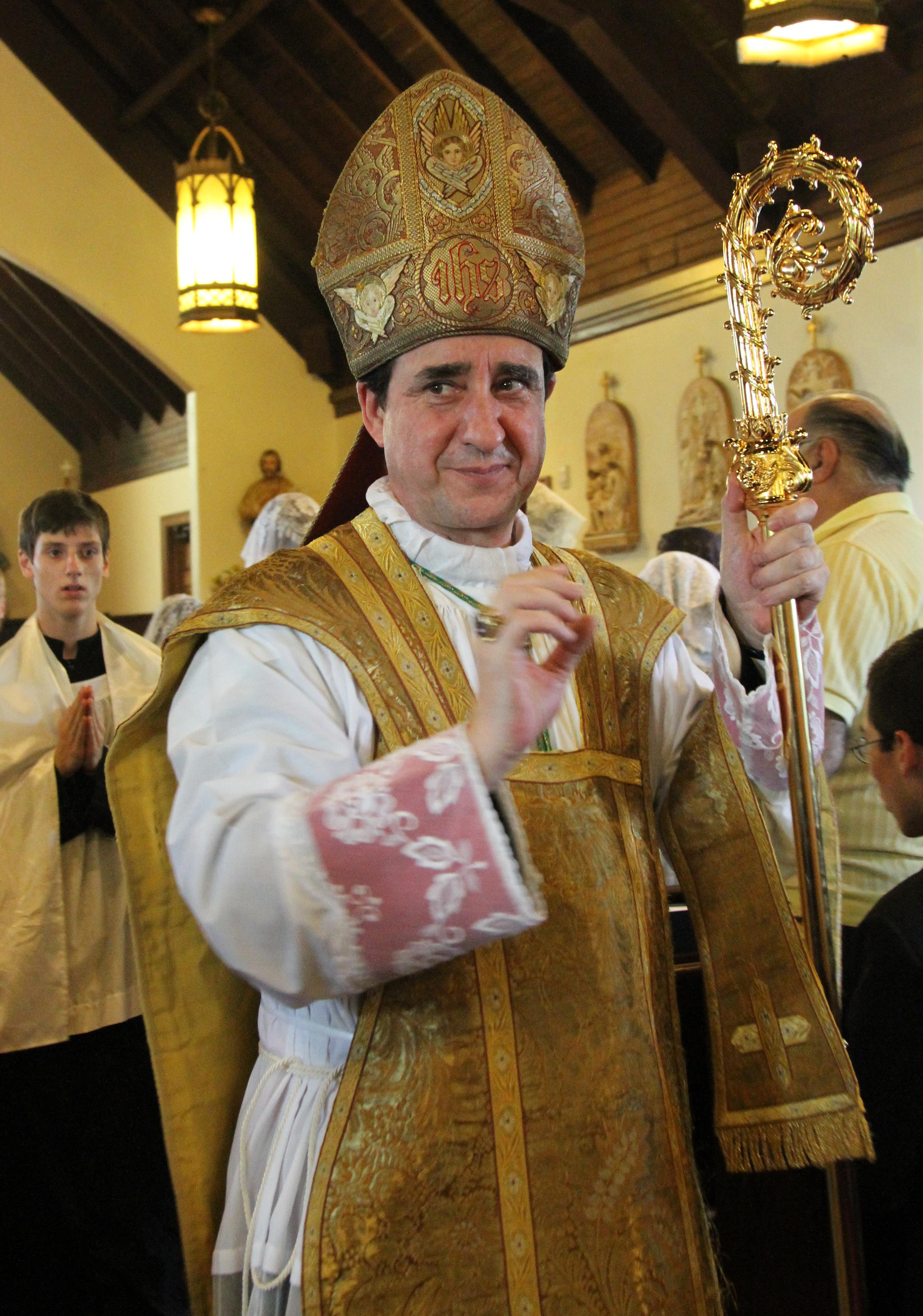
Alfonso de Galarreta.

Alfonso de Galarreta, född 14 januari 1957 i Torrelavega, Spanien, är en spansk-argentinsk teolog och biskop inom romersk-katolsk traditionalism och Prästbrödraskapet S:t Pius X. I och med sin biskopsvigning av ärkebiskop Marcel Lefebvre den 30 juni 1988, som inte sanktionerats av Vatikanen, ådrog han sig exkommunikation latae sententiae. Exkommunikationen lyftes av påve Benedictus XVI den 21 januari 2009.